# Лухтозеро
Лухтозеро — пресноводное озеро на территории Анхимовского сельского поселения Вытегорского района Вологодской области.

## Физико-географическая характеристика
Площадь озера — 6,4 км², площадь водосборного бассейна — 66,3 км². Располагается на высоте 172,3 метров над уровнем моря.
Форма озера лопастная, продолговатая: оно более чем на пять километров вытянуто с юго-запада на северо-восток. Берега изрезанные, каменисто-песчаные, часто заболоченные.
Из озера вытекает протока, впадающая в Ундозеро, откуда также вытекает безымянная протока, впадающая в Качозеро. Из Качозера вытекает протока, впадающая в озеро Калмача, из которого вытекает ручей Канава, впадающий с правого берега в Кимреку, являющуюся притоком реки Мегры, впадающей, в свою очередь, в Онежское озеро.
В озере около четырёх десятков островов различной площади, рассредоточенных по всей площади водоёма. Крупнейшие из них: Кодостров, Микулка, Долгий, Смена, Чекша и Вилаостров.
На берегах Лухтозера располагаются деревни Ундозерский Погост и Мошниковская.
Код объекта в государственном водном реестре — 01040100611102000020148.